# Hattusili Ier
Hattusili Ier (écrit aussi Hattushili ou Hattušili, parfois appelé Labarna II) est un roi hittite qui a régné environ entre 1625 et 1600 av. J.-C., selon la chronologie moyenne, ou entre 1540 et 1515 av. J.-C. selon la chronologie courte. Il peut être considéré comme le fondateur de l'ancien royaume hittite.
Ses origines sont mal connues. Il se présente comme le fils de Labarna Ier, qui est en fait le titre du roi hittite, que Hattusili lui-même portait, mais il se peut qu'il soit son petit-fils. Il se veut aussi l'héritier des anciens rois de Kussar, mais ses liens avec eux ne sont pas établis, d'autant plus qu'il choisit de régner en tant que roi du Hatti, depuis la ville de Hattusa (d'où son nom qui signifie « l'homme de Hattusa »). Celle-ci avait été détruite par Anitta de Kussar, qui avait interdit à quiconque de s'y établir de nouveau sous peine d'une grave malédiction, ce dont Hattusili fit visiblement peu de cas.
Hattusili est un souverain très actif sur le plan militaire. Il se bat d'abord en direction du sud-est de son royaume, vers la Cilicie et la Syrie. Il combat le royaume du Yamkhad (Alep), et il détruit la ville d'Alalakh. Après ces premiers succès, Hattusili se tourne vers le royaume hourrite d'Urshu, situé au nord d'Alep. Ses campagnes suivantes ont pour cadre un tout autre front, l'ouest de l'Anatolie, où il se bat contre l'Arzawa. Sa fin de règne est marquée par des luttes à l'intérieur de la famille royale. Son fils, sa fille et son neveu se coalisent contre lui, mais il réussit à rester sur son trône. Il écrit à cette occasion son Testament politique, qui commémore ses hauts faits. Son petit-fils Mursili Ier lui succède à sa mort.